# ملقط ولادة
الملقط أو الجِفت هو أداة جراحية تشبه الكماشة، تستخدم في الجراحة في انتزاع، أو إزالة أشياء مختلفة داخل الجسم، أو منه. كما أنه يمكن استخدامها في ولادة الأطفال كوسيلة بديلة لجهاز شفط الجنين.

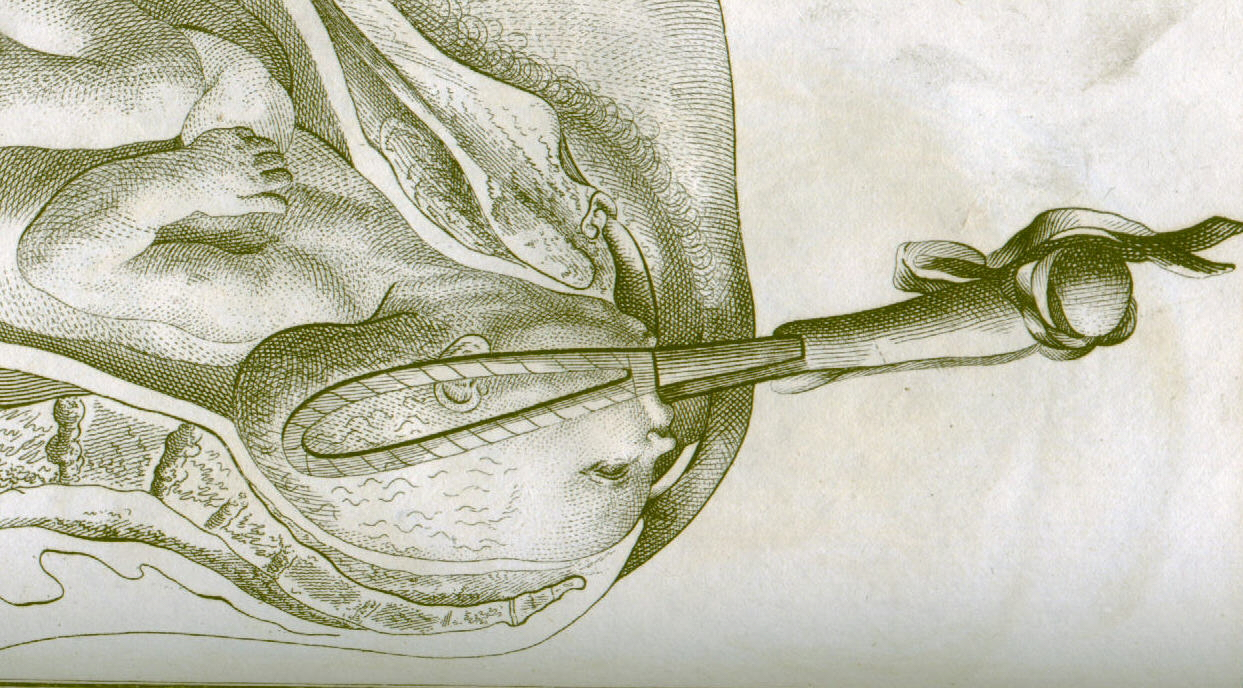
ملقط سميلي للتوليد (1792)

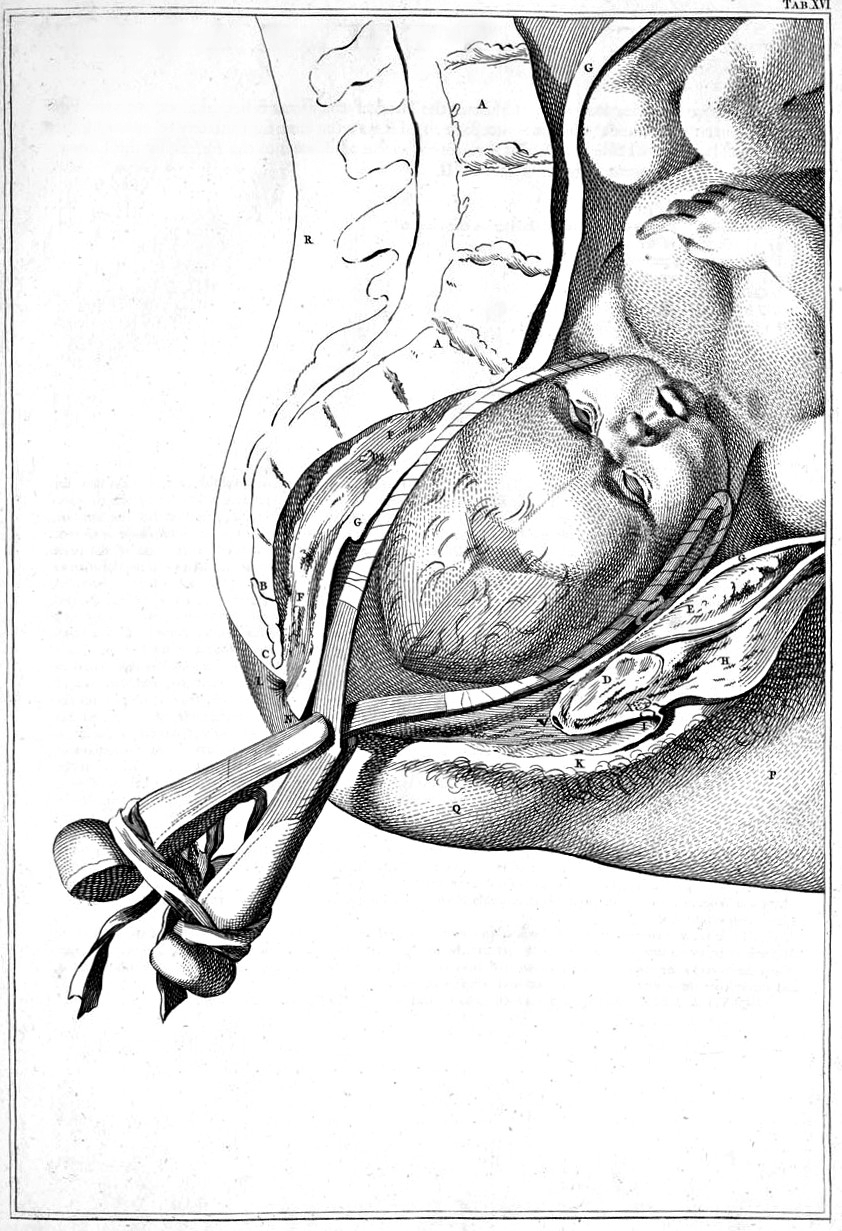
رسم يوضح ولادة طفل باستخدام ملقط ويليام سميلي للتوليد

## التركيب
يتكون ملقط التوليد من فرعين يتمركزان حول رأس الجنين، ويُعرف الفرع اليمين من اليسار اعتمادا على جانب حوض الأم الذي سيتم وضعه فيه.
يتقابل الفرعان _عادة وليس دائما_ في نقطة وسطية تسمى المفصل. معظم الملاقط لها آلية قفل عند المفصل، ولكن القليل منها له آلية انزلاق بدلا من ذلك، مما يسمح للفرعان بالانزلاق على بعضهم البعض.
تستخدم الملاقيط ذات آلية قفل ثابتة في الولادات التي تتطلب عدم الدوران، أو القليل منه، كما الحال عندما يكون رأس الجنين في نفس مستوى حوض الأم، بينما تستخدم الملاقط ذات آلية القفل بالانزلاق في الولادات التي تتطلب مزيدا من الدوران. نصل كل فرع من الملقط هو جزء منحني يستخدم في الإمساك برأس الجنين، ويكون منحنى مستدير أو مطول حسب شكل رأس الجنين، بينما شُكِلَ منحنى الحوض ليتناسب مع قناة الولادة، حيث يساعد على توجيه قوة السحب تحت عظام العانة. ويجب أن يكون الملقط المستخدم في تدوير رأس الجنين بدون منحنى حوضي.
تتصل المقابض بالنصل عن طريق سيقان مختلفة الأطوال، حيث يستخدم الملقط ذو الساق الأطول في حالة وجود استدارة.

### أنواع أنجلوأمريكية
اُشتُقت كل الملاقط الأمريكية من الملاقط الفرنسية (ملاقط طويلة)، أو الملاقط الإنجليزية (ملاقط قصيرة). حيث تستخدم الملاقط القصيرة عند نزول رأس الجنين في حوض الأم (بالقرب من المهبل)، بينما تستطيع الملاقط الطويلة للوصول لرأس الجنين وهي لاتزال في منتصف أو في الجزء العلوي من الحوض.
في الممارسة الحالية، أصبح استخدام الملاقط للوصول إلى رأس الجنين في الحوض العلوي أمرا غير شائعا، لذا يفضل استخدام الملاقط القصيرة في المملكة المتحدة، والولايات المتحدة الأمريكية. ولكن لا تزال الملاقط الطويلة تستخدم في أماكن أخرى.
ملقط سمبسون (1848) هو أكثر الملاقط استخداما من بين أنواع الملاقط الأخرى، وله منحنى رأسي مطول، وتستخدم هذه الملاقط في الاستطالة المؤقتة لرأس الجنين أثناء مرورها من قناة الولادة.
ملقط إليوت (1860) الذي يشبه ملقط سمبسون، بالإضافة إلى وجود دبوس قابل للتعديل في نهاية المقبض يمكن تعديله لتنظيم الضغط الجانبي الواقع على المقابض عند استخدامها. وتستخدم غالبا هذه الملاقط مع النساء اللاتي قمن بولادة مهبلية مرة واحدة سابقة على الأقل، لأن عضلات وأربطة قناة الولادة تصبح أقل مقاومة في المرة الثانية والولادات التالية، فيمكن في هذه الحالة بقاء رأس الجنين دائرية.
ملقط كيلاند (1915، نيرويجي) الذي يتميز بعدم وجود زاوية بين الساق، والنصل، والقفل المنزلق.
ولكن المنحنى الحوضي للنصل يكون متطابق مع كل الملاقط الأخرى. لقد ترسخ مفهوم خاطئ في أدب الولادة بأن عدم وجود منحنى حوضي هو أمر لايمكن التغلب عليه، ولكن تم إثبات أنه يمكن مسك نصل ملقط كيلاند ضد أي ملقط آخر يتم اختياره، وهو أكثر الملاقط استخداما في حالات الاستدارة، حيث ساعدت آلية القفل المنزلق في حالات الولادة التي يكون فيها رأس الجنين مائلة، وليست على خط مستقيم مع قناة الولادة.
ويمكن وضع الملقط في أي وضع للاستدارة بسبب وجود المقابض، والسيقان، والنصل في نفس المستوى. وبسبب عدم وجود زاوية بين النصل والسيقان فلا يمكن إدخاله إلى مكان أعلى بسهولة.
ملقط ريجلي الذي يستخدم في الولادات المنخفضة والقريبة من المخرج (أنظر التفسير في الأسفل)، عندما يكون قطر أعلى الفرج 2.5سم كحد أقصى. لقد صُممت هذه الملاقط لكي تستخدم من قِبل الممارس العام من أطباء التوليد، لوجود ميزة آمنة بها وهي أنها لاتصل إلى أعلى الحوض، كما أنه قصير الطول فتكون فرصة تمزق الرحم أقل.
يستخدم أطباء التوليد هذه الملاقط بكثرة في الولادات القيصرية عندما يكون السحب اليدوي للجنين صعب.
ملقط بايبر له منحنى عجان يسمح باستخدامه حالات الولادة المقعدية.

## التقنية
يجب أن يكون عنق الرحم متسع بالكامل، ومتراجع، والأغشية ممزقة، والمثانة فارغة، ويمكن تفريغها بالقسطرة.
لم تعد تستخدم الملاقط العالية في العصر الحديث، بينما تستخدم الملاقط المتوسطة في بعض الأحيان، ولكنها تحتاج إلى مهارة وحذر.
يجب أن يكون مكان الرأس على الأقل +2 أسفل قناة الولادة. ويتم وضع المرأة على ظهرها، بواسطة الرِكبان والمساعدين لسند ساقيها، ويتم تخديرها تخدير عام أو موضعي (إذا لم يتم تخدير فوق الجافية) للسيطرة على الألم، ويجب التحقق من موضع رأس الجنين عن طريق الإحساس بخطوط الدرز، واليوافيخ القحفية في جمجمة الجنين، ويتم التأكد من وضع الرأس حديثا باستخدام الموجات الصوتية وهو أمر بالغ الأهمية. وعند هذه النقطة يتم إدراج نصل الملقط (النصل الأيسر أولا في الوضعية القذالية الأمامية، والنصل الخلفي أولا في الوضعية العرضية)، ثم يُغلق الملقط، ويتم التأكد من وضع رأس الجنين، ويتم تدوير الرأس إلى الوضعية القذالية الأمامية إذا لم تكن في تلك الوضعية من البداية، ويمكن شق العجان إذا لزم الأمر، ثم يُسحب الطفل بلطف (بحد أقصى 30 رطل قوة، أو 130نيوتن) في محور الحوض.

### مَخرج، أو منخفض، أو منتصف، أو عالي
تم تطوير نظام تصنيف المعايير الإكلينيكية المقبولة لملاقط التوليد وفقا للمحطة والدوران بواسطة المؤتمر الأمريكي لأطباء النساء والتوليد، ويتكون من:
- توليد بتطبيق الملقط عند المخرج: حيث يتم استخدامه عندما يصل رأس الجنين إلى الحد الأدنى للعجان، ويمكن رؤية فروة الرأس بين الانقباضات.[9] وتستخدم هذه الطريقة في التوليد فقط عندما يكون رأس الجنين في وضع قِمي مستقيم للأمام أوالخلف، أو مستدير استدارة بسيطة (أقل من 45درجة لليسار، أو اليمين).[10]
- توليد بملقط من الأسفل: عندما تكون راس الجنين في المحطة +2 أو أقل، ولا يوجد أي قيود للدوران في هذا النوع.[10]
- توليد بملقط عند المنتصف: عندما تكون رأس الجنين أعلى من المحطة +2، ويجب دمج الرأس قبل تنفيذها.[10]
- توليد بملقط من الأعلى: لم يعد يستخدم حديثا.[10]

## دواعي الاستخدام
من مميزات استخدام الملاقط: تجنب الولادة القيصرية، وتقليل مدة الولادة، والولادة بوضعية الرأس. بينما تشتمل المضاعفات على احتمالية حدوث كدمات، وتشوهات، وناسور مهبلي مستقيمي، وتدمير للأعصاب، وتمزق غشاء دسميه، وكسور في الجمجمة، وإصابة الحبل العنقي.
- عوامل متعلقة بالأم:

1. إجهاد الأم.
2. استمرار المرحلة الثانية لفترة طويلة.
3. مرض الأم مثل: أمراض القلب، وارتفاع ضغط الدم، والزرق (غلوكوما)، وغيرها من الأمراض التي تجعل دفع الجنين صعبا.
4. نزف
5. تثبيط جهد الأم بالمسكنات

- عوامل متعلقة بالجنين:

1. دقات قلب الجنين غير مطمئنة.
2. مجيء الرأس بعد الجسم في الولادة المقعدية.

## تاريخ الملقط
اخترع الابن الأكبر لعائلة شامبرلين الجراحين ملقط التوليد، الذي يسمح بإستخراج الطفل حيّ أثناء الولادة.
كانت عائلة شامبرلين مسيحية فرنسية من أصل نورماندى، ولكن عملوا في باريس قبل الهجرة إلى إنجلترا عام 1569 هروبا من العنف الديني في فرنسا.
كان ويليام شامبرلين (بطريرك العائلة) جراحا، ولديه ولدان كلاهما يسمى بطرس، وأصبحا جراحَين مستقلَين، وتخصصا في القبالة (فن توليد النساء).
عمل ويليام وابنه الأكبر في أمبتون الغربية، ثم استقرا في لندن. وربما كان المخترع هو بطرس شامبرلين الأكبر الذي أصبح فيما بعد طبيب توليد هنريتا ماريا زوجة ملك إنجلترا ريتشارد الأول، وابنة هنري الرابع ملك فرنسا. وقد خلفه ابن أخوه بطرس شامبرلين (الحلاقون الجراحون لم يكونوا أطباء بمعنى الكلمة) كطبيب توليد ملكي، والسبب وراء نجاح هذه السلالة من أطباء التوليد مع العائلة المالكة والنبلاء يرجع جزء منه إلى هذه الآلة السرية التي ساعدت في ولادة أطفال على قيد الحياة في الحالات الصعبة.

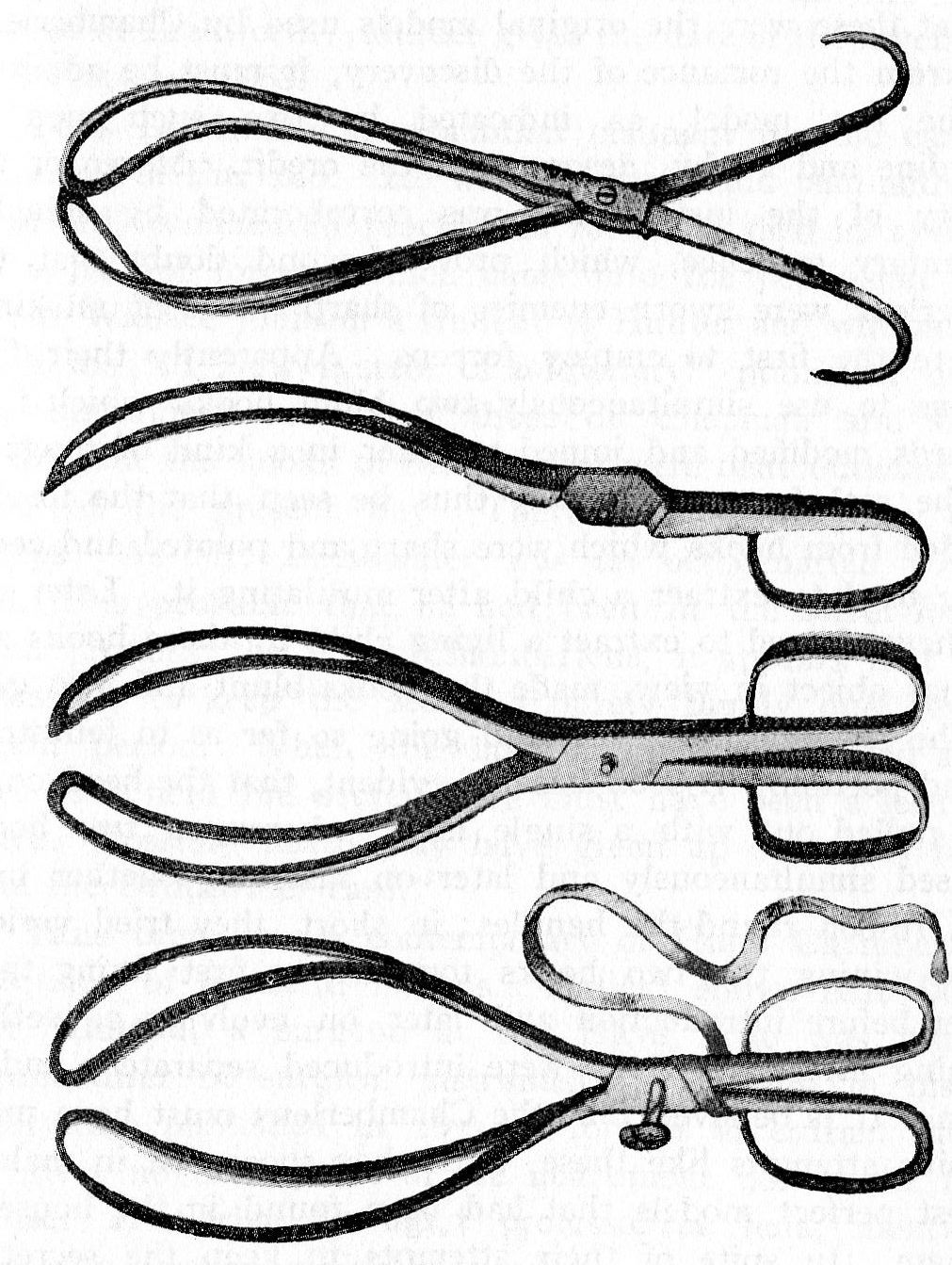
ملقط شامبرلين (مالدون)

في الواقع، بقيت هذه الآلة سرا لمدة 150 عاما بواسطة عائلة شامبرلين، على الرغم من وجود أدلة على وجودها تعود إلى عام 1634.
حاول هيو شامبرلين الأكبر حفيد أخيه بطرس الكبير بيع الأداة في باريس عام 1670، لكن المحاولة التي قام بها أمام فرانسوا موريسيو المسئول عن فندق ديو للأمومة بباريس فشلت وتسببت في موت الأم والطفل، وربما قام هيو شامبرلين ببيع السر إلى أطباء توليد هولانديين في بداية القرن الثامن عشر في أمستردام، ولكن هناك شكوك حول صحة ما تم تقديمه للمشتريين.
لقد كان الملقط يستخدم كثيرا لاسيما في الولادات الصعبة، حيث يمكن من خلاله تجنب موت بعض الأطفال باستخدام الطرق السابقة مثل: الخطاف وغيره من الأدوات التي كانت تخرج الطفل على هيئة أجزاء. وعلى سبيل السرية كان يتم إحضار الملقط إلى غرفة الولادة في صندوق مبطن، ويستخدم فقط عندما يكون الجميع خارج الغرفة، والأم معصوبة العينين.
بدأت تظهر تدريجيا نماذج من أداة شامبرلين أخيرا في إنجلترا، وإسكتلندا عام 1735. بعد مائة عام من اختراع بطرس شامبرلين للملقط، قدم جراح يدعى جان بالفيان ملقط توليد إلى أكاديمية العلوم بباريس عام 1723، والذي يحتوي على نصلان متوازيان، وكان يُسمى يد بالفيان.

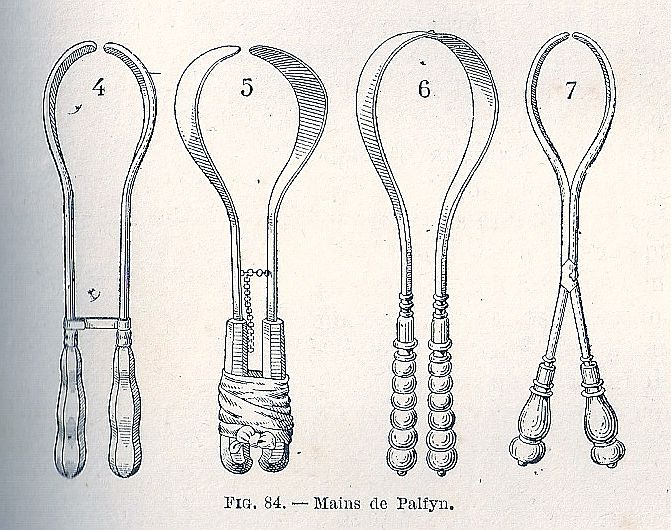
يد بالفيان بإصدارات مختلفة

وربما تكون هذه الأداة هي التي وصفها، واستخدمها غريغوار الأب والابن دوزيه في باريس. 

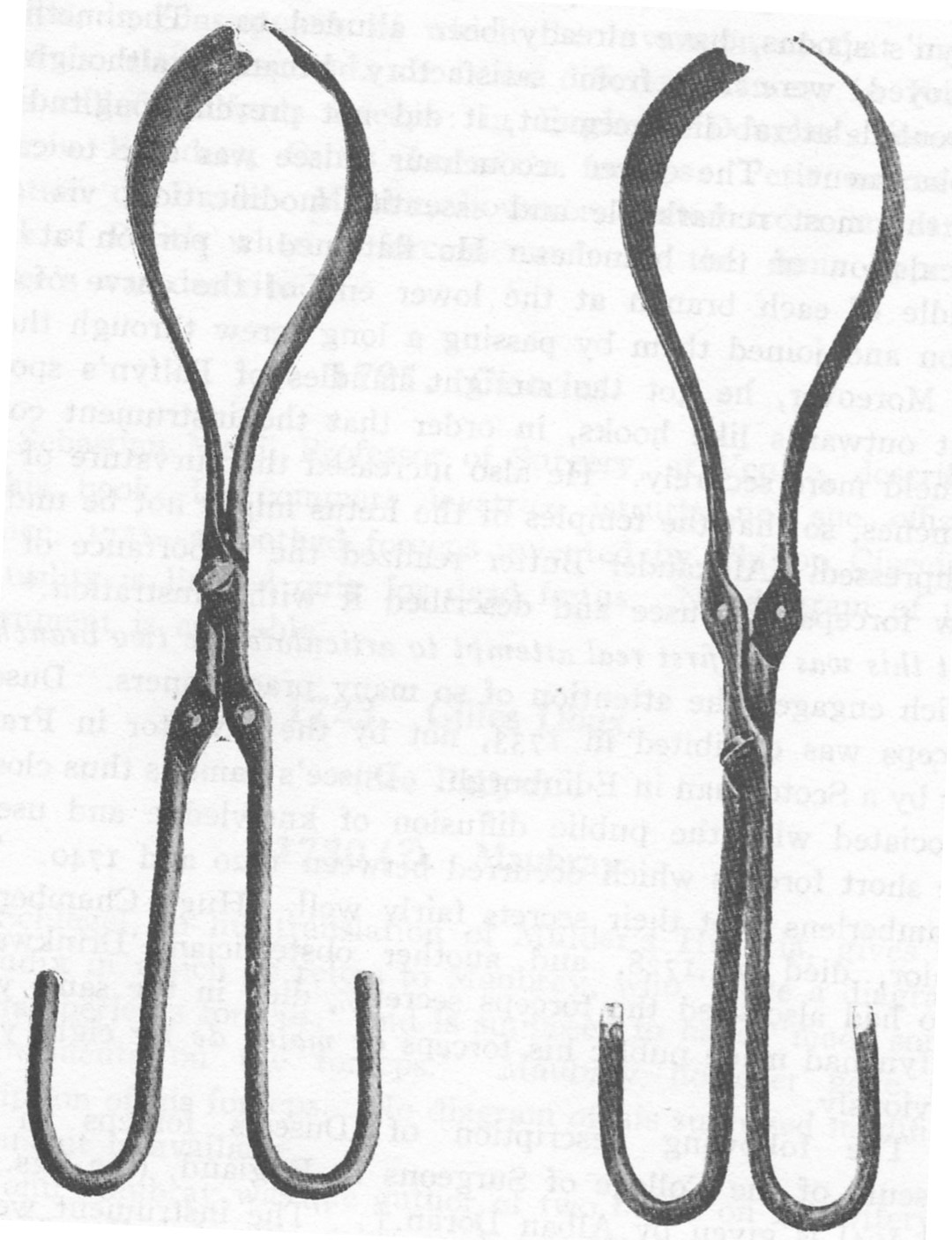
ملقط دوزيه الفرنسي (1725) بآلتي قفل مختلفتين

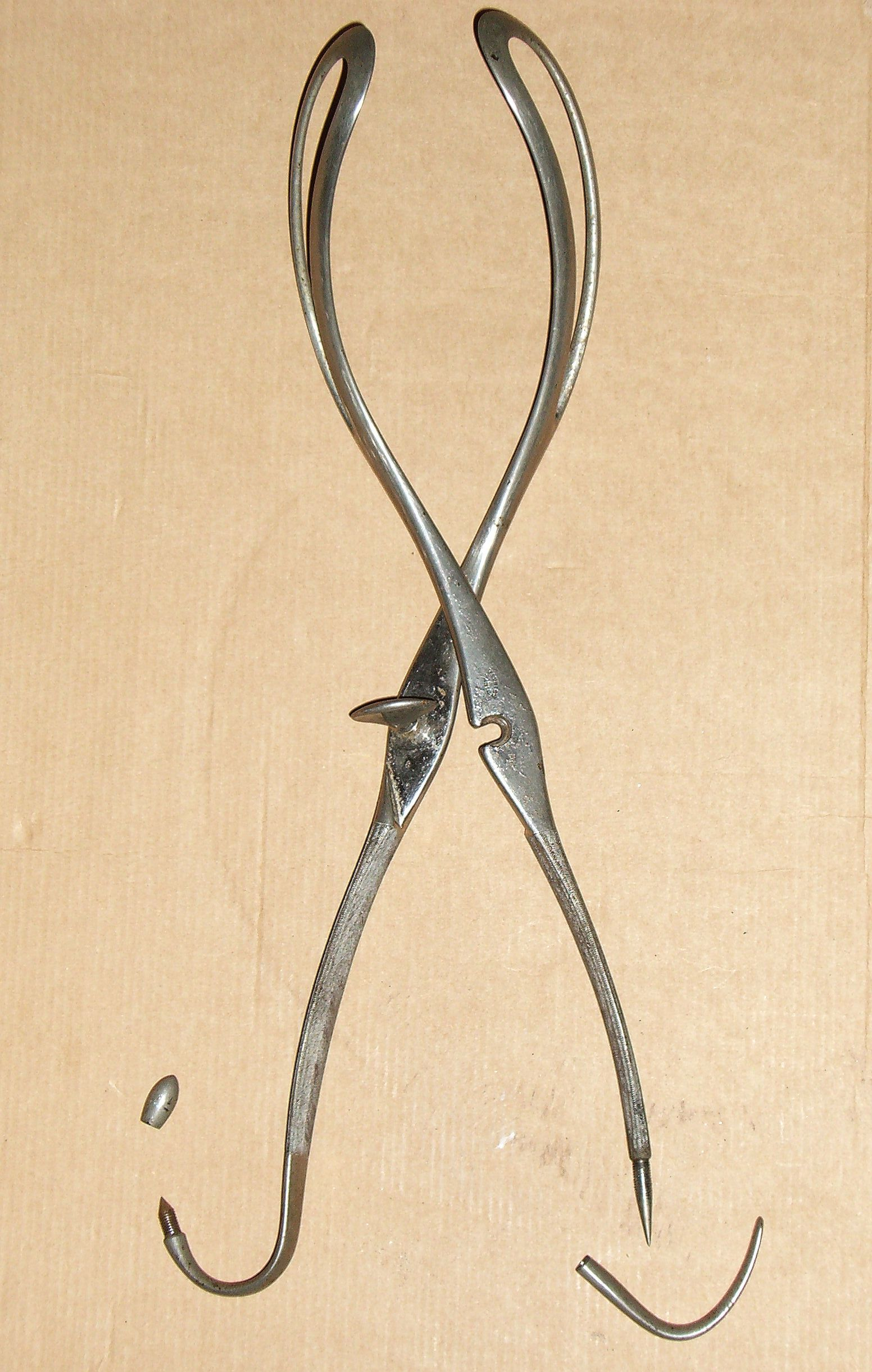
ملقط ليفريت-بودلوك (1760-1860) مع ثقب وخطاف في نهاية المقابض

في عام 1813 تم اكتشاف أدوات توليد بطرس شامبرلين بقرية قرب مالدون بالولايات المتحدة، حيث وُجِدَت الأدوات مع قفازات، وعملات قديمة، وحلي في عِلية المنزل،  وقد احتوت الأدوات المكتشَفة أيضا على زوج من الملاقط التي اخترعها والد بطرس شامبرلين.
اعتمدت ملاقط عائلة شامبرلين على فكرة فصل فرعي مشبك السكر الذي يشبه ذلك المستخدم في إزالة حصوات المرارة، حيث توضع في مكان تلو الآخر في قناة الولادة، ولم يكن ذلك ممكنا مع الملاقط التقليدية التي اُختبرت مسبقا. ورغم ذلك إلا أنها لا تنجح إلا مع أحواض الأمهات ذات الأبعاد الطبيعية، ورؤوس الأجنة المدمجة بشكل جيد.
وكانت تشوهات الحوض أكثر شيوعا في الماضي عما هي عليه الآن، مما كان يصّعِب استخدام ملقط شامبرلين. وغياب انحناء الحوض كان يصعب وصول نصل الملقط إلى الجزء العلوي من الحوض وسحب الطفل في المحور الطبيعي لتجويف الحوض.
في عام 1747، نشر طبيب التوليد أندريه ليفريت ملاحظات حول أسباب وحوادث ولادات صعبة عديدة، والتي وصف فيها تعديله للأداة لتناسب انحناءات حوض الأم، مما يساعد على الإمساك برأس الجنين إذا كانت لاتزال عالية في تجويف الحوض، وبذلك قدم المعونة لكثير من حالات الولادات الصعبة.
نشر ويليام سميلي هذه التعديلات عام 1751 في إنجلترا في مقال عن نظرية وممارسة القبالة. بعد هذا التطور، أصبح الملقط أداة توليد شائعة الاستخدام لاكثر من قرنين.
كان آخر تطوير أضيف عام 1877 بواسطة طبيب التوليد الفرنسي ستيفين تيرنر في كتاب أوصاف اثنين من الملاقط الجدد، حيث تتضمن الأداة نظام سحب منحرف مع الأداة نفسها، وتسمى أحيانا المنحنى الثالث للملقط، مما يسمح بجر رأس الطفل في محور تابع لمحور تجويف حوض الأم، وذلك لم يكن موجودا من قبل.

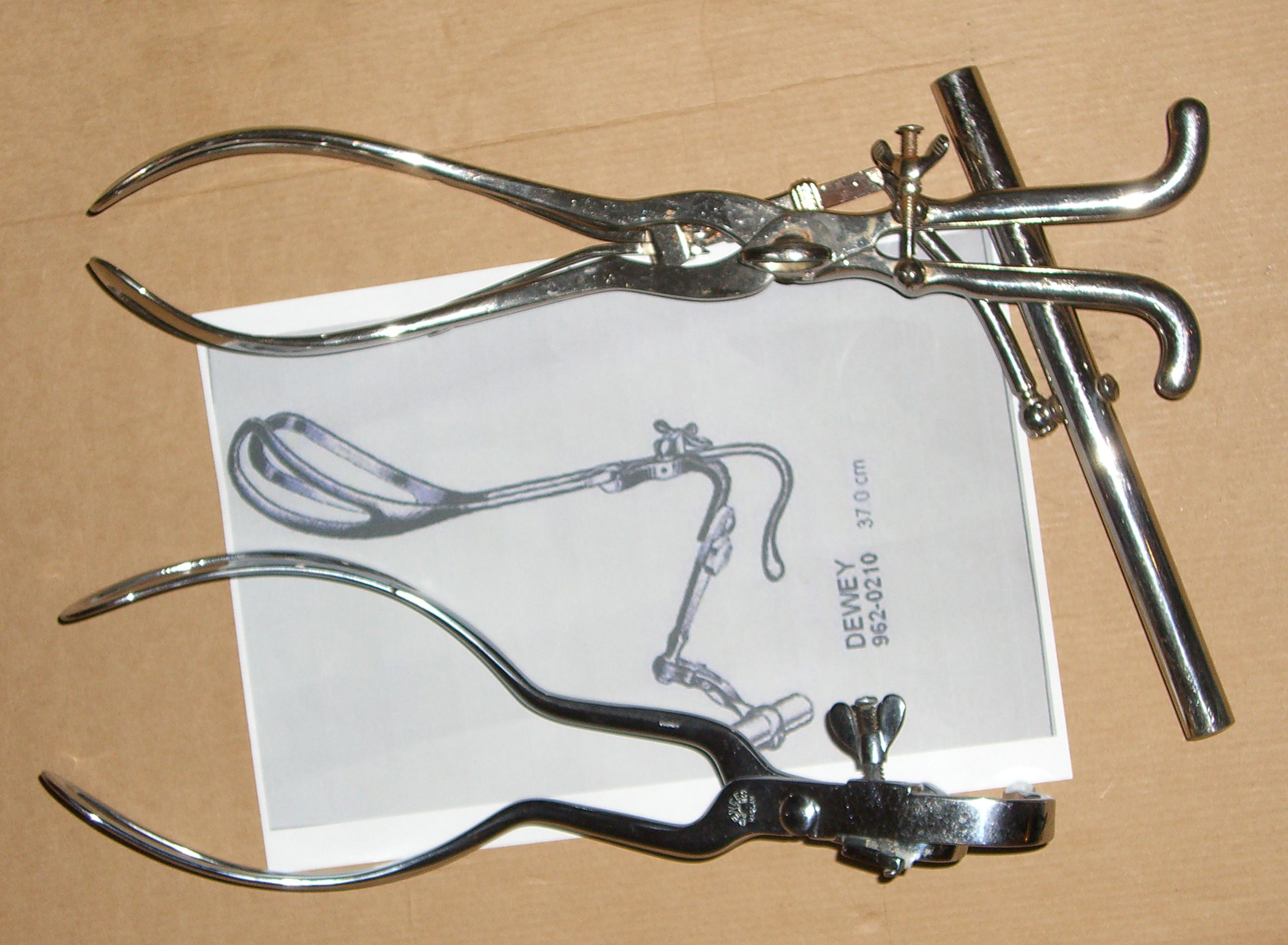
ملقط تارنييه مع مقبض جرار (1877)، ونموذج الولايات المتحدة الأمريكية لديوي (1900)

وأصبح ملقط تيرنر ومشتقاته العديدة بأسمائها المختلفة الأكثر استخداما في العالم إلى أن تم اكتشاف الولادة القيصرية.

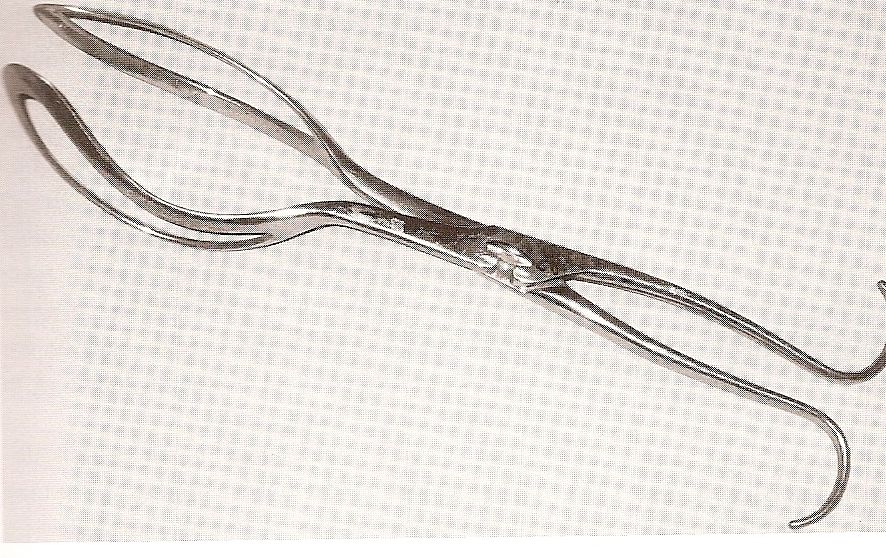
ملقط هودج - الولايات المتحدة الأمريكية (1833)

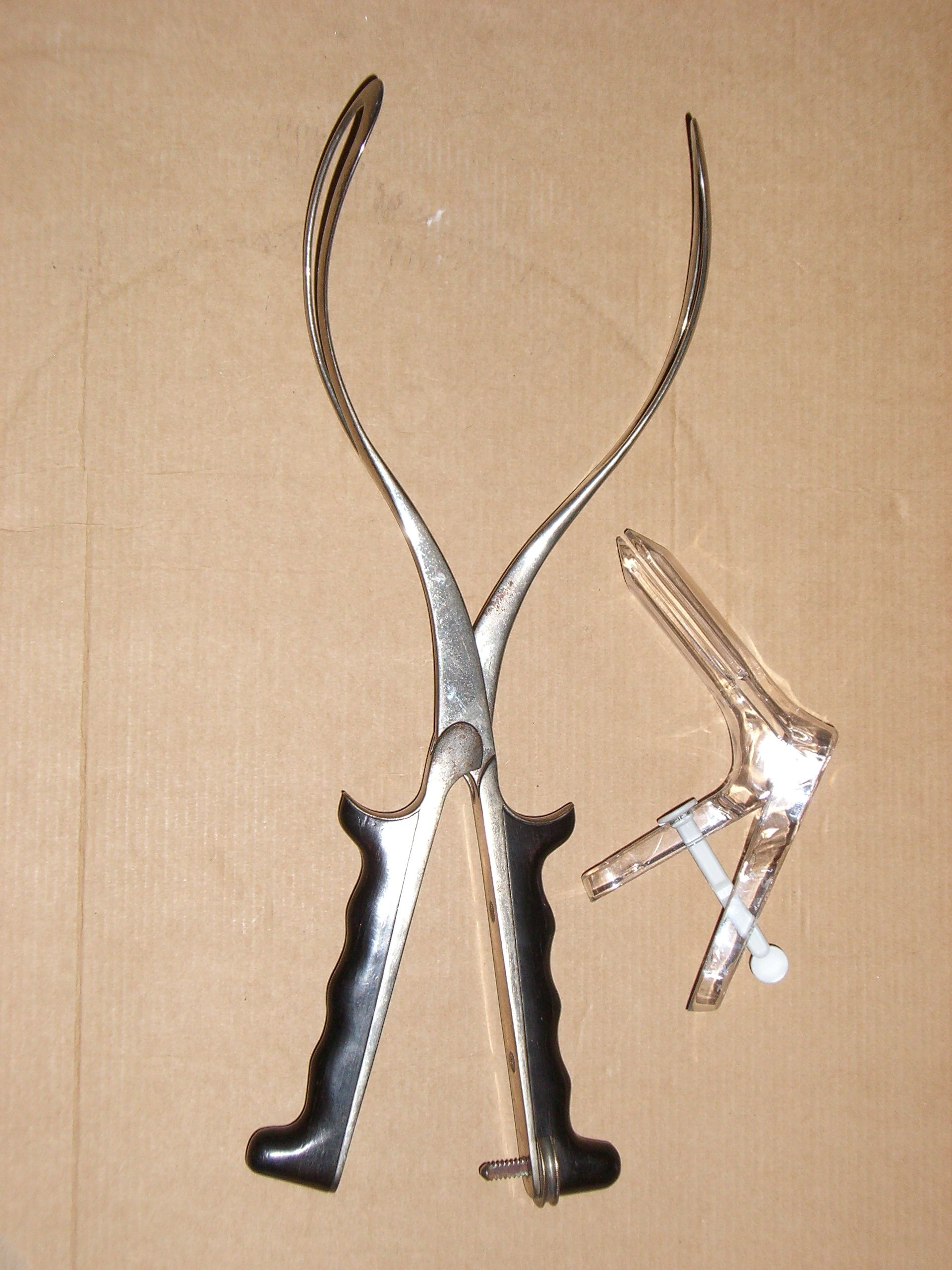
ملقط إليوت مع مسمار تنظيم الضعط في نهاية المقابض - الولايات المتحدة الأمريكية (1860)

لقد أثر اكتشاف الملاقط تأثيرا كبيرا في طب التوليد، حيث ساعد على سرعة الولادة في حالات الولادة الصعبة أو المتعسرة. حاول العديد من الممارسين إعادة تصميم الملقط على مدار القرن التاسع عشر لدرجة أن الكلية الملكية لأمراض النساء والتوليد تمتلك المئات من النماذج. وفي العقود الأخيرة مع وجود الولادة القيصرية التي تعتبر آمنة إلى حد كبير، وجهاز شفط الجنين، قل استخدام الملاقط والتدرب عليها بشكل ملحوظ.

## المضاعفات

### الجنين
- قطع وكدمات.
- إصابة العصب السابع أحيانا، وتكون إصابة مؤقتة عادة.
- كسر الترقوة نادرا.
- نزف داخل القحف يؤدي أحيانا إلى الوفاة.
- الالتواء الخاطئ للرقبة، مما يؤدي إلى إصابة العصب السادس، والإصابة بالحول.

### الأم
- زيادة تعرضها لخطر تمزقات العجان، وتدلي أعضاء الحوض، والتبول اللاإرادي.
- طول فترة الإفاقة بعد الولادة، والألم.
- صعوبة الإستفراغ خلال فترة الشفاء.

## وصلات خارجية
- GLOWM video demonstrating forceps delivery technique